# Bisbee, Arizona
Bisbee är en stad (city) i Cochise County, i delstaten Arizona, USA. Enligt United States Census Bureau har staden en folkmängd på 5 633 invånare (2011) och en landarea på 13,4 km². Bisbee är huvudort i Cochise County. Bisbee, som är uppkallad efter domaren DeWitt Bisbee, hade tidigare som näringar koppar, silver och guld.